# Messamena
Messamena es una comuna camerunesa perteneciente al departamento de Haut-Nyong de la región del Este.
En 2005 tiene 26 153 habitantes, de los que 3180 viven en la capital comunal homónima.
Se ubica en el oeste de la región sobre la carretera P7, unos 120 km al suroeste de la capital regional Bertoua.

## Localidades
Comprende la ciudad de Messamena y las siguientes localidades:
- Akok-Bikélé
- Akoumou
- Alouma
- Apadjop
- Asia
- Avébé
- Balandjwok
- Bélay
- Bétani
- Bibom
- Bidjombo
- Bifolone
- Bindinding
- Bintsina
- Bissoua
- Bitsil Bouang
- Dimpam
- Diwala
- Dja
- Djouébla
- Doumé
- Doumo
- Doumomama
- Ébadé
- Ébam
- Éko
- Ékomo
- Épalékan
- Étchou
- Étol
- Fen
- Ka
- Kabiloun
- Kanal
- Kodja
- Komba
- Kompya
- Koua
- Kouadjo
- Koum
- Laba
- Lé
- Lékek
- Londjap
- Madjo
- Madju
- Makak
- Malen
- Maleuleu
- Mang
- Masia
- Masiel
- Matol
- Mba
- Mboumo
- Méba
- Méfadé
- Mélen
- Mélong
- Ménoak
- Méyos
- Mimbang
- Minsoan
- Mpaki
- Mpan
- Mpoumdon
- Néméyong
- Ngam
- Ngoulmékong
- Ngoulminanga
- Njibot
- Nkolkwa
- Nkonzu
- Nkoul
- Ntibonkwé
- Ntolok
- Ntonga
- Ntoumzok
- Sélé
- Soléyé
- Témo
- Tésang
- Tian
- Wada
- Zémélé